# Parafia Matki Bożej Królowej Polski w Wołominie
Parafia Matki Bożej Królowej Polski w Wołominie – parafia rzymskokatolicka należąca do dekanatu wołomińskiego, diecezji warszawsko-praskiej, metropolii warszawskiej Kościoła katolickiego.

## Historia
W czasie powstawania Osiedla „Lipińska” w Wołominie, w 1980 roku ks. prał. Jan Sikora rozpoczął starania o uzyskanie zezwolenia na budowę kościoła, które w 1983 roku otrzymano. 

### Kaplica
We wrześniu 1984 roku rozpoczęto budowę murowanej kaplicy pw. Matki Bożej Królowej Polski z punktem katechetycznym, które 1 września 1985 roku poświęcił bp Jerzy Modzelewski.

### Kościół parafialny
1 września 1986 roku dekretem kard. abpa Józefa Glempa została erygowana parafia z wydzielonego terytorium z parafii Matki Boskiej Częstochowskiej i trzech ulic z parafii Świętej Trójcy w Kobyłce. W 1987 roku rozpoczęto budowę nowego kościoła, według projektu arch. Stanisława Marzyńskiego. 3 maja 1989 roku bp Marian Duś poświęcił mury kościoła i wmurował kamień węgielny. 25 grudnia 1993 roku została odprawiona pierwsza Msza Święta. 13 grudnia 2009 roku Kościół został poświęcony przez abpa Henryka Hosera.

## Duszpasterstwo
Przy parafii swoją działalność prowadzą: Akcja Katolicka, bielanki, ministranci, chór, Ruch Światło-Życie, Totus Tuus, zespół muzyczno-wokalny, Żywy Różaniec, Caritas wraz z młodzieżowym wolontariatem.

## Proboszczowie
- ks. prał. Józef Kamiński (1986–2012)[2]
- ks. Zygmunt Podstawka (2012–2022)[3].
- ks. Grzegorz Mioduchowski (od 2022)

## Zasięg parafii
Do parafii neleży 10 000 wiernych z miejscowości:
- Wołomin – ulice: Aleja Nagórna, Andersa, Batalionu „Parasol”, Batalionu „Zośka”, Błotna, Brzozowa, Cementowa, Cicha, Józefa Cicheckiego, Czwartaków, Dzika, Fieldorfa, Graniczna, Gryczana, Jodłowa, Kazimierzowska, Ketlinga, Kiejstuta, Klonowa, Kmicica, Korsaka, Kościuszki, Kozia, Kresowa, Krucza, Kurkowa, Legionów (od Lipińskiej), Leszczyńska, Leśnej Polany, Lipiny B, Lipiny Kąty, Lipińska (do Legionów), Litewska, Łączna, 1 Maja (nieparzyste do Sikorskiego, parzyste), Marszałkowska, Matejki, Mickiewicza (od Lipińskiej), Nadłąkowa, Nałkowskiego, Niecała, Nowa, Ogrodowa, Ogrodów Działkowych, Orwida, Ossowska, Partyzantów, Piaskowa, Podbipięty, Podleśna, Poniatowskiego, Powstańców, Prądzyńskiego, Prosta, Prusa, Przejazd, Przejazd Kolejowy Wołomin, Przepiórcza, Rejtana, Rycerska, Rzeczna, Sikorskiego (nieparzyste od 1 Maja, parzyste od Lipińskiej), Skrzetuskiego, Słoneczna, Słowackiego, Słowiańska, Słowicza, Sokola, Sosnowa, Sowia, Spokojna, Sportowa, Stacja PKP Wołomin, Starowiejska, Szara, Szarych Szeregów, Szopena, Świerkowa, Topolowa, Traugutta, Warszawska, Wesoła, Wiejska, Wierzbowa, Wileńska (do Legionów), Wilsona, Wiśniowa, Wołodyjowskiego, Wołomińska, Wronia, Wspólna, Wylot, Wysockiego, Zaciszna, Zagłoby, Zielona.
- Kobyłka – ulice: Wacława Nałkowskiego (nieparzyste od 15), Kazimierza Pułaskiego.